# CD Projekt RED
CD Projekt RED — польская игровая компания. Является дочерним предприятием компании CD Projekt.

## История
CD Projekt Investment основала CD Projekt RED в феврале 2002 года в первую очередь для разработки игр по мотивам серии романов «Ведьмак» Анджея Сапковского. О её создании было объявлено 1 июля 2002 года.
С сентября 2003 года компания начинает работать над своим первым проектом.
На момент основания количество штатных сотрудников было нескольким больше 10 человек, но во время разработки игры «Ведьмак», на разработку которой было потрачено около $10 млн, количество сотрудников было постепенно увеличено до 70 человек.
26 марта 2009 года было анонсировано, что CD Projekt RED приобрела лицензию на использование физического движка Havok. Данная лицензия позволяет использовать Havok на ПК, PlayStation 3 и Xbox 360. «Интеграция Havok Complete в наш существующий фреймворк позволит нашим командам сфокусироваться на увеличении доли потрясающих геймплейных игровых ощущений. Невероятная поддержка лицензиатов Havok и возможность приспособить её продукты для соответствия нашим нуждам поможет гарантировать то, что реакция наших персонажей на сложный физический мир будет такой реалистичной, как только возможно», — заявил Адам Кичинский, генеральный директор CD Projekt RED.
24 и 25 марта компания CD Projekt провела пресс-конференцию, на которой представила широкой публике свой новый проект Ведьмак 2.
30 мая 2012 года компания анонсировала новую компьютерную ролевую игру в киберпанковом стиле — Cyberpunk 2077.
19 мая 2015 была выпущена игра Ведьмак 3: Дикая Охота, получившая высокие оценки игроков и прессы, было продано свыше 50 миллионов копий. Проект получил множество наград.
В последнюю неделю ноября 2015 года прошла ежегодная церемония Global Game Awards, на которой CD Projekt RED заняла первое место в номинации «Лучшая студия-разработчик».
2 октября 2018 года официальные представители Анджея Сапковского, создателя серии книг о Ведьмаке, потребовали от студии выплаты 6 % авторских вознаграждений. Иначе дело будет передано в суд. Изначально писатель отказался от процента с прибыли и продал студии права на свои произведения за $10.000, потому что не верил в успех этого мероприятия и отрицательно относился к играм. В декабре 2019 года стороны смогли уладить конфликт в досудебном порядке.
В декабре 2020 году после выхода Cyberpunk 2077 акции компании упали на 50 % на фоне многочисленных жалоб игроков на баги и плохую оптимизацию, особенно на консолях. Через несколько дней акции CD Projekt RED упали ещё на 18 % после удаления Cyberpunk 2077 из PS Store.
В марте 2022 компания перестала продавать свои игры в России.
На церемонии премии The Game Awards 2024 была анонсирована игра Ведьмак 4 и показан первый трейлер. Главной героиней четвёртой части вместо Геральта станет его повзрослевшая приёмная дочь Цири.
1 апреля 2025 года студия The Molasses Flood, входившая в состав CD Projekt RED, полностью влилась в материнскую компанию, прекратив свою деятельность как самостоятельное юридическое лицо.

## Сотрудники
- Адам Кичинский (пол. Adam Kiciński) — генеральный директор.
- Агнешка Василевская (пол. Agnieszka Wasilewska) — администратор и директор по кадрам.
- Марчин Маженцкий (пол. Marcin Marzęcki) — директор по продажам.
- Марчин Момот (пол. Marcin Momot) — комьюнити-менеджер.

### Бывшие сотрудники
- Михал Мадей (пол. Michał Madej) — ведущий гейм-дизайнер (2002—2009 годы)[18].
- Павел Маяк (пол. Paweł Majak) — комьюнити-менеджер.
- Алек Пакульский (пол. Alek Pkulski) — комьюнити-менеджер.
- Кароль Заянчковский (пол. Karol Zajączkowski) — комьюнити-менеджер.

## Игры
| Название                                                  | Дата выхода           | Платформа                                                                                | Жанр                                              | Разработка совместно с |
| --------------------------------------------------------- | --------------------- | ---------------------------------------------------------------------------------------- | ------------------------------------------------- | ---------------------- |
| «Ведьмак»                                                 | 24 октября 2007 года  | PC (Windows), macOS                                                                      | компьютерная ролевая игра                         | —                      |
| The Witcher: Versus                                       | 9 июля 2008 года      | Tribeware (Java/xml, flash video) (ПК)                                                   | файтинг                                           | one2tribe              |
| «Ведьмак 2: Убийцы королей»                               | 16 мая 2011 года      | ПК (Windows, macOS), Xbox 360                                                            | Action/RPG                                        | —                      |
| The Witcher: Adventure Game                               | 28 ноября 2014 года   | ПК (Windows, macOS), Android, iOS                                                        | компьютерная ролевая игра                         | —                      |
| The Witcher Battle Arena                                  | 22 января 2015 года   | Android, iOS                                                                             | MOBA                                              | Fuero Games            |
| «Ведьмак 3: Дикая Охота»                                  | 19 мая 2015 года      | ПК (Windows), PlayStation 4, Xbox One, Nintendo Switch, PlayStation 5, Xbox Series X/S   | Action/RPG                                        | —                      |
| «Ведьмак 3: Дикая Охота — Каменные сердца»                | 13 октября 2015 года  | ПК (Windows), PlayStation 4, Xbox One, Nintendo Switch, PlayStation 5, Xbox Series X/S   | Action/RPG                                        | —                      |
| «Ведьмак 3: Дикая Охота — Кровь и вино»                   | 31 мая 2016 года      | ПК (Windows), PlayStation 4, Xbox One, Nintendo Switch, PlayStation 5, Xbox Series X/S   | Action/RPG                                        | —                      |
| «Гвинт: Ведьмак. Карточная игра»                          | 23 октября 2018 года  | ПК (Windows), PlayStation 4, Xbox One, iOS, Android                                      | коллекционная карточная игра                      | —                      |
| «Кровная вражда: Ведьмак. Истории»                        | 23 октября 2018 года  | ПК (Windows), PlayStation 4, Xbox One, Nintendo Switch, iOS, Android                     | пошаговая стратегия, коллекционная карточная игра | —                      |
| Cyberpunk 2077                                            | 10 декабря 2020 года  | ПК (Windows), PlayStation 4, Xbox One, Xbox Series X/S, PlayStation 5, Nintendo Switch 2 | Action/RPG                                        | —                      |
| Cyberpunk 2077: Phantom Liberty                           | 26 сентября 2023 года | ПК (Windows), Xbox Series X/S, PlayStation 5, Nintendo Switch 2                          | Action/RPG                                        | —                      |
| The Witcher IV                                            | TBA                   | ПК, (Windows), Xbox Series X/S, PlayStation 5                                            | Action/RPG                                        | —                      |
| Проект Canis Majoris — ремейк оригинальной игры «Ведьмак» | TBA                   | неизвестно                                                                               | Action/RPG                                        | Fool’s Theory          |
| Проект Sirius — новая игра во вселенной «Ведьмак»         | TBA                   | неизвестно                                                                               | Action/RPG                                        | The Molasses Flood     |
| Cyberpunk 2                                               | TBA                   | неизвестно                                                                               | Action/RPG                                        | —                      |
| Проект Hadar — новый IP                                   | TBA                   | неизвестно                                                                               | неизвестно                                        | —                      |

### Отменённые игры
| Название                            | Платформа                             | Жанр                  | Разработка совместно с |
| ----------------------------------- | ------------------------------------- | --------------------- | ---------------------- |
| They                                | ПК (Windows), PlayStation 3, Xbox 360 | шутер от первого лица | Metropolis Software    |
| The Witcher: Rise of the White Wolf | PlayStation 3, Xbox 360               | Action/RPG            | WideScreen Games       |

## Награды
- 2015 — премия The Game Awards в номинации «Разработчик года»[19].
- 2016 — премия Golden Joystick Awards в номинации «Студия года»[20].
- 2017 — премия East Capital Awards в номинации «Открытие года»[21].
- 2024 — премия Diversity Charter Award в номинации «Инновационный подход к разнообразию, равноправию и инклюзивности в бизнесе»[22].